# Vebjørn Sand

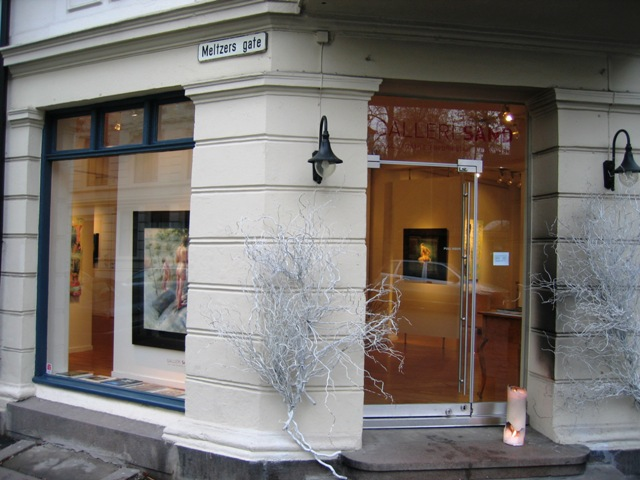
Galleri Sand i Oslo

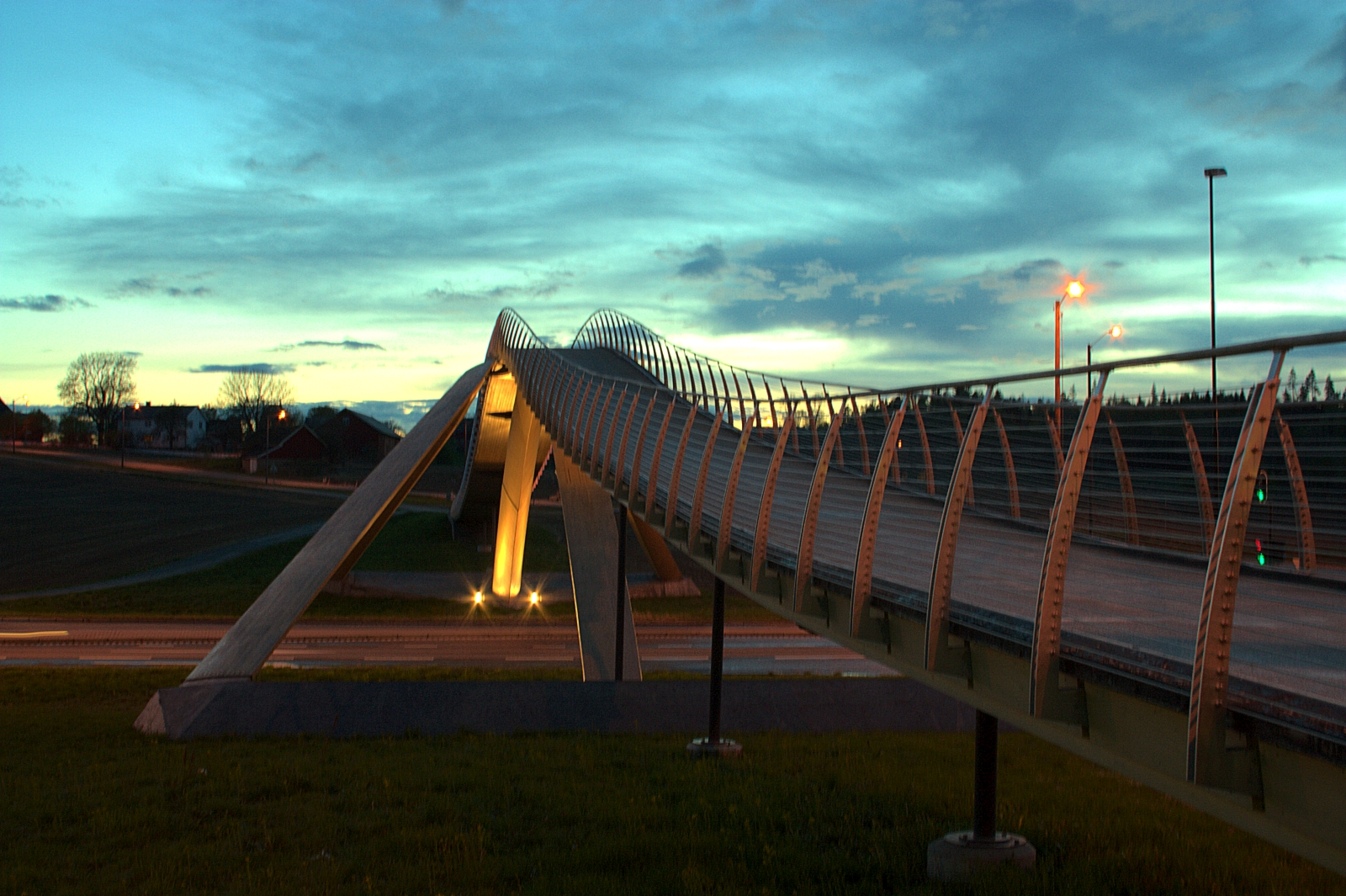
Leonardo da Vinci-bron i Ås

Vebjørn Sand, född 1966 i Bærum, är en norsk målare. Han bodde under uppväxten på Vesteröy på Hvaler hos föräldr Kari och Øivind, samt tvillingbrodern Aune, storebror Håvard, och tvillingsyskonen Ane och Eimund (födda 1969 som var yngst av syskonen. Vebjörn Sand ritade under skolåren alla bakgrunder och kulisser vid jultillställningar och andra evenemang.
Vebjørn Sand utbildade sig vid Statens Kunstakademi i Oslo, Konstakademin i Prag och The Art Students League of New York. Han har varit elev till målarna Walther Aas, Rolf Schønfeld, Ronald Sherr, Peter Cox och Michael Burban. Han har haft en rad utställningar och är först och främst känd som konstmålare.
I Norge är Vebjørn Sand bäst känd för sina utomhusutställningar:
- Antarktisekspeditionerna 1993-1994 resulterade i utställningen «Trollslottet».
- 1996 – Leonardo-projektet, där han efter teckningar av Leonardo da Vinci byggde en bro i nedskalad version i Ås.
- 1999 – Sands stora installation av Keplers stjerne vid Oslos flygplats Gardermoen.

Han ingår i konstnärskollektivet Galleri Sand.

## Leonardo da Vinci-bron
Huvudartikel: Leonardo da Vinci-bron
Vebjørn Sand såg 1996 Leonardo da Vincis en skiss från 1502 på en bro över Gyllene hornet i Istanbul i nuvarande Turkiet, som han hade gjort för sultanen Beyazit II. Sultanen ansåg dock att en sådan konstruktion var ogenomförbar. I samarbete med en grupp arkitekter och ingenjörer skapade så småningom den 108 meter långa Leonardo da Vinci-bron över E18 i Ås, vilken invigdes 2001.